# Novembre (roman)
Novembre est un roman de Georges Simenon, paru en 1969.
Simenon achève l'écriture de ce roman à Épalinges (canton de Vaud), Suisse, le 19 juin 1969.

## Résumé
Dans la grisaille de l'existence qu'ils vivent en banlieue, les membres de la famille Le Cloanec se côtoient, mais ne se parlent guère. La mère est alcoolique, le père, indifférent et lointain ; le frère et la sœur ont chacun leurs occupations précises et leur vie à part.
Une bonne récemment engagée va jeter le trouble dans la maison. Devenue la maîtresse du jeune Olivier, qui en est très épris, Manuela éveille les désirs du père Le Cloanec auquel elle accordera également ses faveurs. Frustré dans son premier amour, Olivier songe à quitter la maison et à renoncer aux études, mais n'exécutera pas son projet. Quant à la mère, elle semble ne s'apercevoir de rien.
Le témoin de cette situation, Laura, travaille à l'Hôpital Broussais où le professeur Shimek, un chercheur de grand renom, est à la fois son patron et son amant. La dévotion qu'elle lui voue n'a d'égal que son effacement : elle y trouve comme sa raison de vivre.
Un jour, Manuela disparaît. La mère laisse entendre qu'elle est retournée dans sa famille. Les autres n'y croient guère, surtout Laura qui a interrogé une amie de la jeune bonne et en a reçu la certitude qu'une telle supposition est invraisemblable. Divers indices font penser à Laura que sa mère n'est pas étrangère à la disparition de Manuela. Elle ne s'ouvrira à personne de ses soupçons, trouvant dans le malheur de sa mère des circonstances qui l'excusent.
Laura continuera à vivre dans l'ombre de son idole, toujours humble et désintéressée, même après que Shimek aura perdu sa femme. Son destin, volontairement assumé, est de rester vieille fille. Pour que sa mère ne soit plus tout à fait seule.

## Aspects particuliers du roman
Roman à la première personne que la narratrice, Laura, fait débuter une nuit de tempête et de pluie, en novembre. Deux thèmes y cheminent parallèlement : celui de l’incommunicabilité, source d’un acte criminel non dévoilé, celui de la résignation salvatrice.

## Fiche signalétique de l'ouvrage

### Cadre spatio-temporel

#### Espace
Givry-les-Étangs (banlieue parisienne). Paris.

#### Temps
Époque contemporaine.

### Les personnages

#### Personnage principal
Laura Le Cloanec. Laborantine à l’Hôpital Broussais. Célibataire. 21 ans.

#### Autres personnages
- Nathalie Picot, épouse Le Cloanec, 47 ans, mère de Laura et d’Olivier
- Le capitaine Le Cloanec, militaire travaillant au « Bureau de la statistique », 52 ans
- Olivier, leur fils, étudiant en chimie, 19 ans
- Manuela, bonne d’origine espagnole, 21 ans
- Le professeur Shimek, chef du service d’immunologie à l’Hôpital Broussais, marié, une fille de 14 ans, 52 ans.

## Éditions
- Édition originale : Presses de la Cité, 1969
- Tout Simenon, tome 14, Omnibus, 2003  (ISBN 978-2-258-06055-5)
- Livre de Poche, n° 32394, 2011  (ISBN 978-2-253-16243-8)
- Romans durs, tome 12, Omnibus, 2013  (ISBN 978-2-258-09399-7)
- Romans durs, tome 12, Omnibus, 2023  (ISBN 978-2-258-20269-6)

## Source
- Maurice Piron, Michel Lemoine, L'Univers de Simenon, guide des romans et nouvelles (1931-1972) de Georges Simenon, Presses de la Cité, 1983, p. 242-243  (ISBN 978-2-258-01152-6)